# مگومی کوریهارا
مگومی کوریهارا (انگلیسی: Megumi Kurihara؛ زادهٔ ۳۱ ژوئیهٔ ۱۹۸۴) بازیکن والیبال زن اهل ژاپن است.
از باشگاه‌هایی که در آن بازی کرده‌است می‌توان به باشگاه والیبال زنیت کازان اشاره کرد.